# Teesdorf
Teesdorf – gmina targowa w Austrii, w kraju związkowym Dolna Austria, w powiecie Baden. Liczy 1 744 mieszkańców (1 stycznia 2014).